# Lajos Martin
Lajos Martin (n. 30 august 1827, Buda, Imperiul Austriac – d. 4 martie 1897, Cluj, Austro-Ungaria) a fost un matematician și inginer maghiar, care a devenit cunoscut prin lucrările sale în domeniul transporturilor și aerodinamicii.

## Biografie
A fost al șaptelea fiu al unui viticultor. După absolvirea studiilor la Școala Gimnazială Romano-Catolică, a început să urmeze cursuri la Universitatea din Pesta. Izbucnirea Revoluției de la 1848 l-a făcut să întrerupă studiile și datorită implicării sale active în activitățile revoluționare a fost întemnițat și apoi înrolat forțat în Armata Imperială. În cele din urmă, și-a încheiat studiile, absolvind în 1854 cursurile Academiei de Inginerie Militară din Viena.
A predat la Academia de Inginerie Militară din Viena până în 1859, când a părăsit armata și s-a întors la Buda, unde a lucrat pe cont propriu ca inginer civil până în 1861. A revenit apoi în învățământ și a predat din 1863 până în 1868 la școlile secundare din Selmecbánya (azi Banská Štiavnica, Slovacia) și Pressburg (azi Bratislava, Slovacia), iar în acest timp a scris câteva manuale de matematică pentru acest nivel de studii.
În anul 1872 a fost numit profesor de matematică la Universitatea Franz Joseph din Cluj. A îndeplinit funcția de rector al universității în perioada 1895–1896. În discursul său inaugural a vorbit despre importanța aviației pentru transportul de persoane și mărfuri.
A început cercetări științifice în domeniul balisticii, în perioada cât a lucrat în armată, și a desfășurat pe tot parcursul vieții activități teoretice și experimentale în acest domeniu. Mai târziu a devenit interesat de hidraulică și de căutarea celei mai eficiente elice. În ultimii săi ani s-a preocupat de aerodinamică și a dobândit o idee foarte clară despre viitorul aviației. Modelul elicopterului construit de el se află în patrimoniul Muzeului Național de Istorie a Transilvaniei.

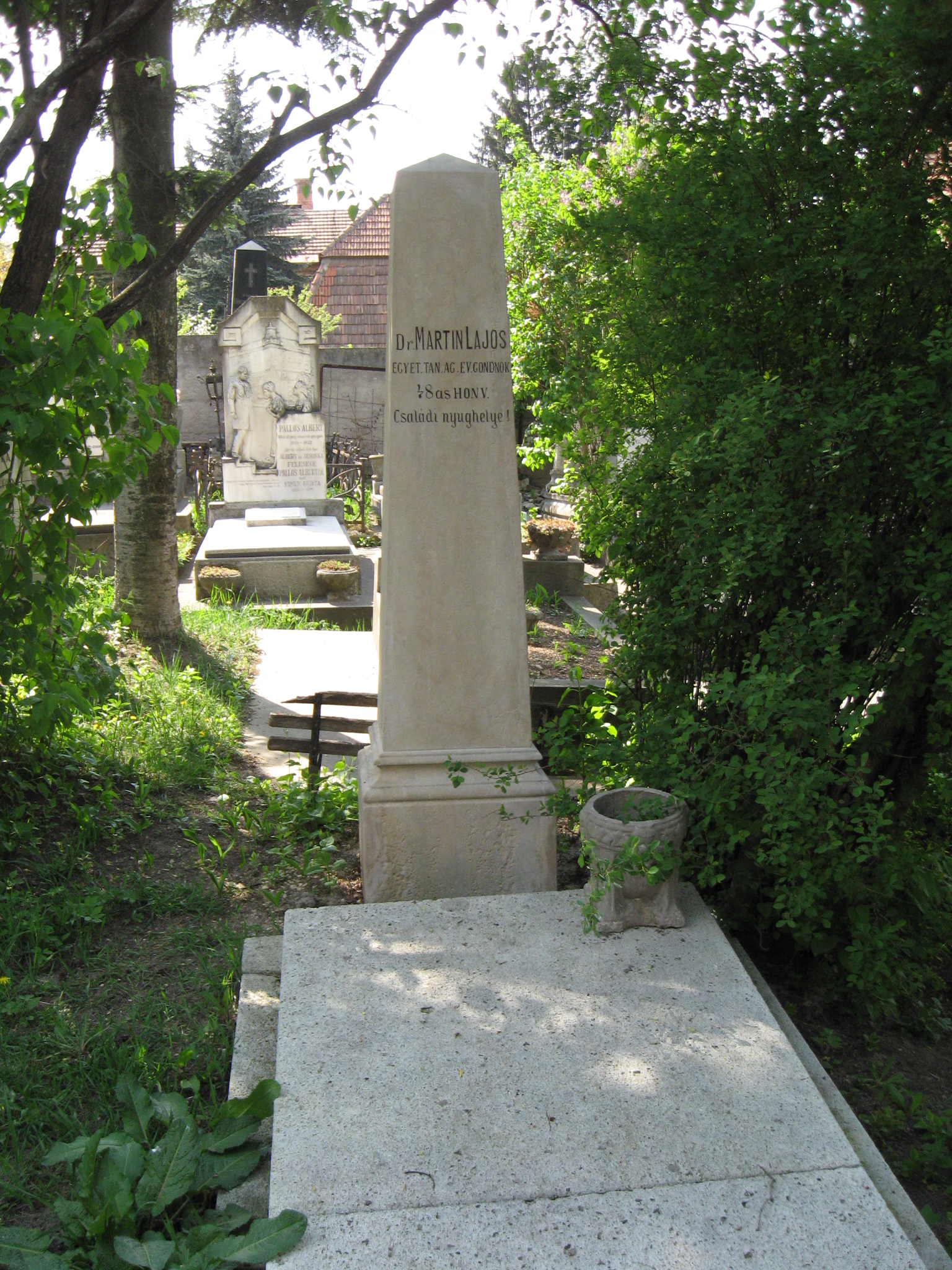
Mormântul său din Cimitirul Hajongard